# بادي إلرود
بادي إلرود (بالإنجليزية: Buddy Elrod)‏ هو لاعب كرة قدم أمريكية أمريكي، ولد في 28 أكتوبر 1918 في تكساس في الولايات المتحدة، وتوفي في 13 يونيو 1998.